# Ozette

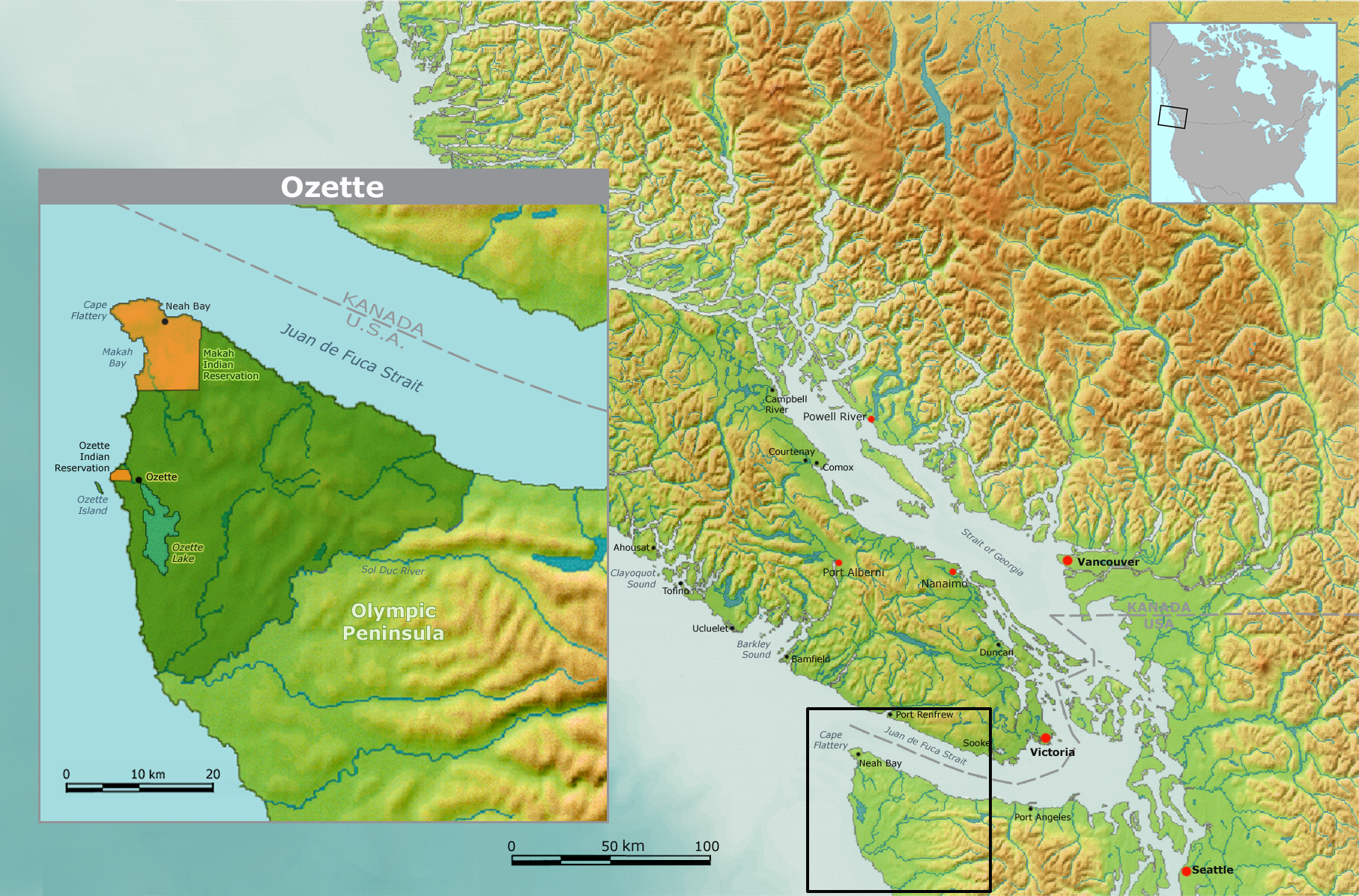
Traditionelles Territorium der Makah und Ozette, sowie heutige Reservationen

Die Ozette bzw. Osi:l-'a:'tx (ʔuseeʔłaʔtx̣) ("Volk von Osi:l-'a/ʔuseeʔł, d. h. Ozette Village") waren nordamerikanische Indianer und gehörten ethnisch-kulturell zu der Stammesgruppe der Nuu-chah-nulth (Nuučaan̓ułʔatḥ) ("Volk überall entlang der Berge und des Meeres"), die ursprünglich größtenteils im Westen der Vancouver-Insel sowie deren vorgelagerten Inseln vor der Westküste Kanadas und auf der Südseite der Juan-de-Fuca-Straße im Nordwesten des US-Bundesstaates Washington lebten. Die zwar ethnisch-kulturell als auch sprachlich engstens verwandten Ditidaht (Diitiid7aa7tx / Diitiidʔaaʔtx̣) ("Volk von Diitiidaʔ" oder "Volk vom Jordan River") und Pacheedaht (P’a:chi:da?-aht / Paačiidʔaaʔtx̣) ("Volk der Gischt/des Meerschaums" oder "Volk vom San Juan River") sowie die Makah (Kwih-dich-chuh-ahtx (Qʷidiččaʔa·tx̌)) ("Volk, das an den Felsen und bei den Seemöwen lebt") und Ozette werden im allgemeinen Sprachgebrauch jedoch nicht als Nuu-chah-nulth bezeichnet.
Die Osi:l-'a:'tx (Ozette) gelten allgemein als eine Südgruppe der Makah und sprachen  'Osi:l-'a:'tx/ʔuseeʔłaʔtx̣ bzw. den Ozette Village-Dialekt der seit 2002 ausgestorbenen Makah (Qʷi·qʷi·diččaq)-Sprache, einer der drei Südlichen Wakashan-Sprachen (auch: Nootka-Sprachen). Sie lebten am Ozette Lake (Kahouk – „großer See“) und am Ozette River im heutigen Clallam County auf der Olympic-Halbinsel im Staat Washington. Zugleich bezeichnet „Ozette“ einen Ort der Makah, der die wohl gleichnamige Vorgängersiedlung ersetzte, die einer Naturkatastrophe zum Opfer gefallen war. Ozette ist eine der wichtigsten und umfangreichsten Ausgrabungsstätten an der Nordwestküste.

## Geschichte
Ozette wurde in den Jahren nach 1560 (vermutlich durch das Kaskadien-Erdbeben von 1700) von einer gewaltigen Schlammlawine verschüttet. Bei den Ausgrabungen zeigte sich, dass bereits früher dort Schlammlawinen Vorgängerbauten verschüttet hatten und sich die Besiedelung etwa 4000 Jahre zurück rekonstruieren ließ.
Auf Grund der kulturellen und sprachlichen Ähnlichkeiten mit den auf der Südseite der Juan de Fuca Strait lebenden Makah (Qʷidiščʔaaʔtx̣) (auch als Diiyaaʔtx̣ – "Neah Bay Volk" bezeichnet) wird zumeist davon ausgegangen, dass die spätere Siedlungsgruppe namens Diitiid7aa7tx/Diitiidʔaaʔtx̣ ursprünglich von Tatoosh Island (čaadii; englische Bezeichnung nach einem Häuptling der Makah) an der Nordwestspitze der Olympic-Halbinsel im US-Bundesstaat Washington stammt und später nach Norden zog und dort eine neue Heimat fand. Möglicherweise waren einige der Zuwanderer von der Südseite der Wasserstraße Überlebende der Katastrophe, die die Siedlung Ozette (ʔuseeʔł) zerstörte und damit die Osi:l-'a:'tx (ʔuseeʔłaʔtx̣) auslöschte, die südlichste Nuučaan‘uƚ-sprachige Siedlungsgruppe.
Ab 1967 hatte Richard Dougherty von der Washington State University Gelegenheit, mit Erlaubnis der Makah, archäologische Grabungen an geschützten Stellen am Cape Alava zu beginnen. Schon diese ersten Grabungen zeigten, dass hier eine Walfängerkultur ein Dorf hinterlassen hatte, das mindestens 2000 Jahre zurückreichte. Im Februar 1970 brachte jedoch eine Sturmflut die Grabungsstätte in größte Gefahr, so dass nun mit mehr Mitteln und Mitarbeitern gegraben wurde. Die Grabungen leiteten Stephen Samuels und Richard Daugherty.
Rund 55.000 Artefakte haben die Grabungskampagnen von 1966/70 bis 1981 zutage gefördert, dazu wurden drei von fünf Langhäusern ausgegraben. Außerdem stammt die älteste erhalten Skulptur aus diesem Gebiet (etwa 800 v. Chr.), wenn auch unklar ist, ob die Makah ihre Vorgängerkultur um diese Zeit schon verdrängt hatten. Mindestens 67 Wale ließen sich in den Überresten nachweisen. Die Grabungen zeigten, dass entlang der Westküste ein Handel bis in den Norden von Vancouver Island und bis nach Oregon und Kalifornien bestand. All diesen Funden ist ein eigenes Museum gewidmet.
Außerdem gibt es um Ozette eine gewisse Konzentration der im Nuu-chah-nulth-Gebiet ungleichmäßig auftretenden Petroglyphen.
Die nördlicher lebenden Makah besiedelten das Gebiet zu einem unbekannten Zeitpunkt. Um 1870 bestand Ozette aus 15 Häusern, in denen rund 200 Makah lebten, jedoch schrumpfte der Ort zunehmend zugunsten von Neah Bay. 1917 wurde der Ort aufgegeben.
1979 wurde nach siebenjähriger Planungs- und Bauzeit das Makah Cultural and Research Center eröffnet. Dort werden 500 bis 600 Exponate von den 55.000 Artefakten ausgestellt. Die meisten Exponate befinden sich im Makah Museum in Neah Bay.